# Zenodorus marginatus
Zenodorus marginatus là một loài nhện trong họ Salticidae.
Loài này thuộc chi Zenodorus. Zenodorus marginatus được Eugène Simon miêu tả năm 1902.